# Felix Kunz

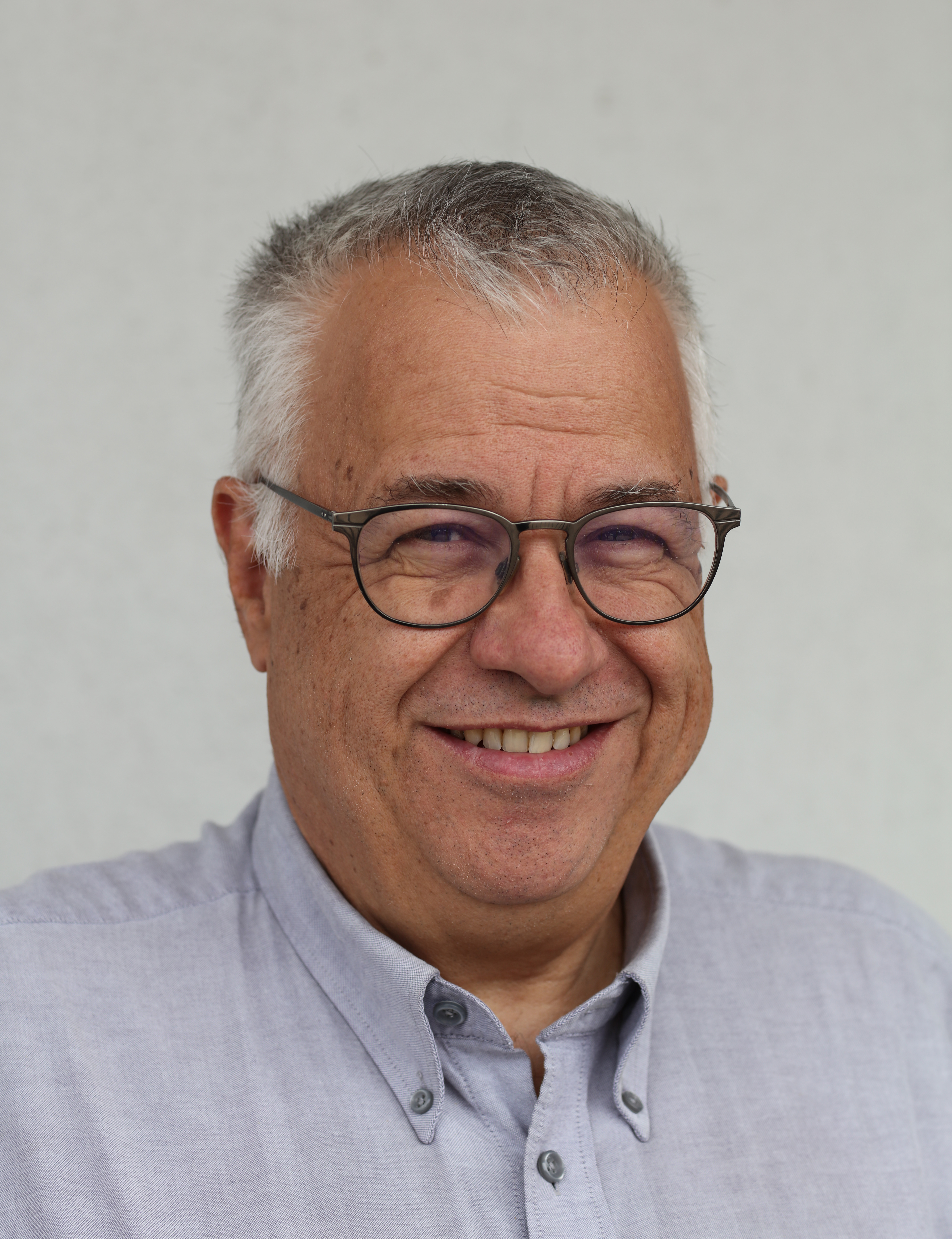
Felix Kunz (2021)

Felix Kunz (geboren am 14. April 1961 in Günsberg) ist ein Schweizer Unternehmer und Museumsstifter. Er hat weltweit über 15 Firmen gegründet, unter anderem 1990 die Digital-Logic AG in Luterbach. Kunz ist Verwaltungsratspräsident des Kabelnetzverbunds Quickline und Stifter des Computermuseums «ENTER» in Solothurn – seit 2023 «Enter Technikwelt Solothurn» in Derendingen. Im Jahr 2014 gründete er das Zukunftslabor InnoCampus AG (seit 2016 Switzerland Innovation Park Biel/Bienne AG bezeichnet) in Biel. Seit 2023 betreibt Felix Kunz die Enter Classic Technics AG, wo antike Technik wieder zum Leben erweckt wird, so auch diverse Filmfahrzeuge wie das Batmobil, der Delorean aus "Back to the future" oder der James Bond Rolls Phantom 2 Filmwagen. Im 2022 gründet Kunz die Soku Invest AG und die Soku Immobilien AG. im Jahr 2023 gründet Kunz die Enter Entertainment GmbH zur Organisation der Events und des Restaurantbetriebes innerhalb der Enter Technikwelt. Kunz ist Autor diverser Bücher, so z. B. "Spitlight" oder "Honda Sport".

## Leben

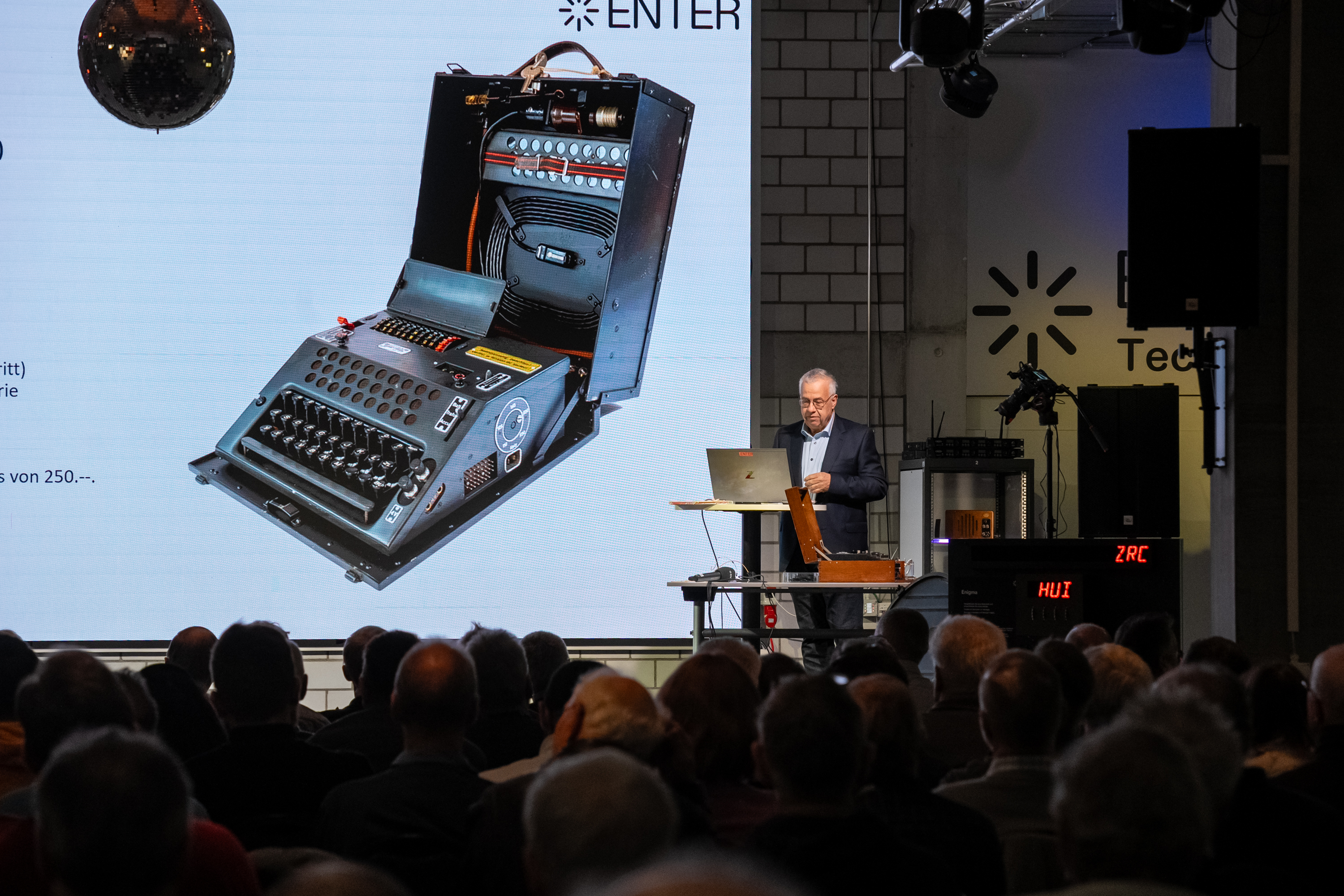
Felix Kunz als Redner am Enigma Day in der Enter Technikwelt, 22. Februar 2025

Felix Kunz wuchs in Günsberg und Oberdorf im Kanton Solothurn auf. Die Kantonsschule Solothurn musste er wegen schlechter Leistungen in Latein und Griechisch abbrechen. Er nahm als Jugendlicher am Wettbewerb «Schweizer Jugend forscht» teil und gewann ihn zweimal. In seiner Freizeit bastelte er erste Rechner. Nach einer Ausbildung zum Elektroniker studierte er Elektrotechnik in Biel und gründete im Anschluss das Ingenieurbüro Kunz Titronic.

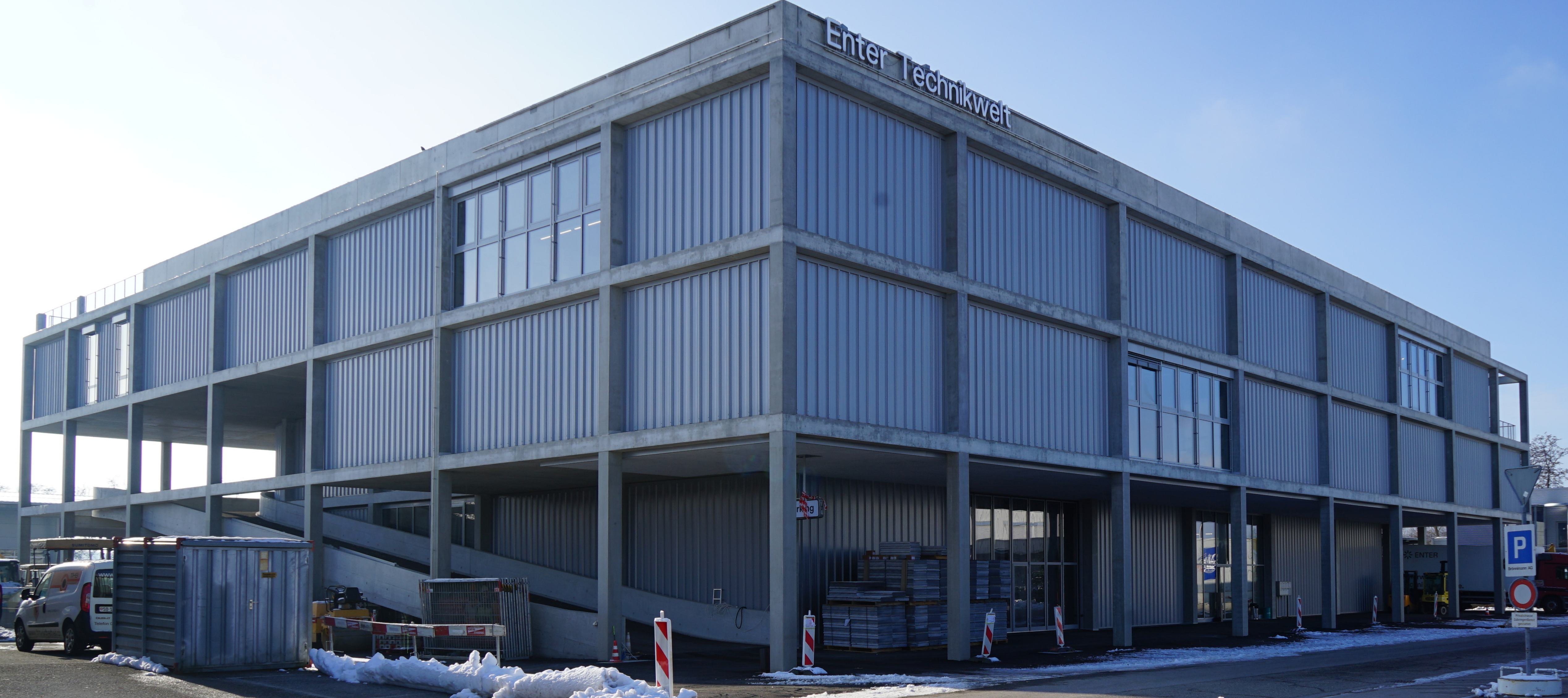
Das Museum «Enter Technikwelt Solothurn» in Derendingen

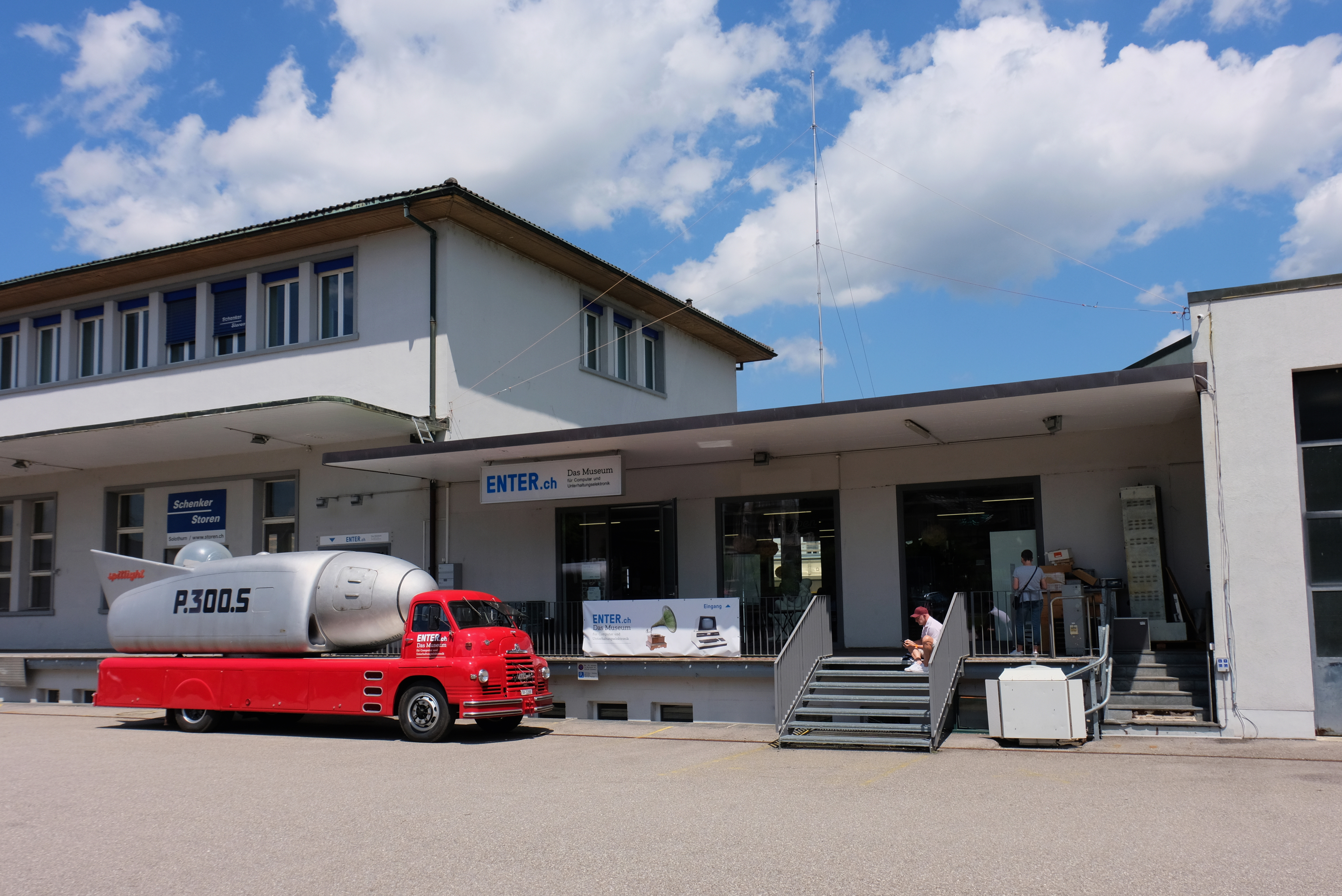
Das ehemalige Museum «ENTER»

1992 gründete er die Digital-Logic AG, die in Luterbach Kleinstcomputer für die Industrie produzierte. 2010 verkaufte er das Unternehmen, das zu dem Zeitpunkt bei einem Jahresumsatz von 27 Millionen Franken mehr als 100 Mitarbeiter beschäftigte, an die deutsche Kontron S&T AG. Danach gründete er zusammen mit seiner Frau Florence die Unternehmensberatung Sokutec in Solothurn.
2002/2011 eröffnete Kunz das Museum für Computer und Unterhaltungselektronik «ENTER» in Solothurn. Dank grossem persönlichen Einsatz von Kunz konnte im Spätherbst 2023 das neu erbaute Museum «Enter Technikwelt Solothurn» in Derendingen als Ersatz für den früheren Standort in Solothurn eröffnet werden. Die Enter Technikwelt ist ein Erlebnisort (mit ca. 50'000 Besuchern pro Jahr) mit dem Enter Museum, einer Akademie, einer Filmautoausstellung, wöchentlichen Events wie Flohmärkte und Autotreffen sowie einem Restaurant.
Kunz konzipiert und realisiert als CEO 2013–2021 den Neubau Switzerland Innovation Park Biel/Bienne und leitet diesen strategisch ab 2024 als Verwaltungsratspräsident.
Kunz hat vier Kinder und lebt in der Region Solothurn.

## Digital-Logic AG
1992 gründete Felix Kunz die Digital-Logic AG mit Sitz in Oberdorf SO. Dabei wurden unter anderem diverse Aktiven und Passiven der von ihm 1989 gegründeten Einzelfirma Kunz Titronic, technische Informatik und Elektronik übernommen. 1997 verlegte die Digital-Logic AG ihren Sitz nach Luterbach. Im Geschäftsjahr 1997 erzielte die Firma mit 32 Mitarbeitenden einen Umsatz von CHF 7,5 Mio. Rund 60 Prozent davon entfielen auf den Export, hauptsächlich nach Deutschland und in die USA.
Zu den Spezialgebieten der Firma gehörten Embedded-Computer. Dabei handelt es sich um Elektronikmodule, die im Prinzip wie PCs funktionieren, aber resistenter gegen Temperaturschwankungen, Feuchtigkeit und mechanische Einwirkungen sind. Zum Einsatz kamen die Produkte der Digital-Logic AG in der Medizintechnik, im Fahrzeug- und Maschinenbau, in der Telekommunikation oder in Set-Top-Boxen für TV und Internet. Zu den Kunden gehörten unter anderem Audi, ABB, Porsche, Siemens oder Boeing. Auch Die US-amerikanische Raumfahrtbehörde NASA setzte Bauteile der Digital-Logic AG in Satelliten und Space Shuttles ein.
Im Frühjahr 2009 beschäftigte die Digital-Logic AG 115 Angestellte und 17 Lernende am Standort in Luterbach sowie 10 Personen in zwei Tochterfirmen. Im Herbst 2009 wurde die Digital-Logic AG an die deutsche Firma Kontron AG verkauft. Die Kontron-Gruppe schloss 2010 das Werk in Luterbach. Zu diesem Zeitpunkt waren 51 Angestellte und 5 Lernende an diesem Standort beschäftigt.

## Auszeichnungen (Auswahl)
- 1975 bis 77: Mehrere Preise bei «Schweizer Jugend forscht»
- 1994: Swiss Technology Award
- 1997: Award of the Swiss Economic Forum
- 1999: Award Euro Fuse für höchstintegrierte MultiChip-Computermodule
- 2001: Schweizer Unternehmerpreis von Ernst & Young
- 2001: KMU-Oscar der FDP Schweiz
- 2006: Industrial Design Award der CeBit
- 2009: Solothurner Unternehmerpreis[18]